# آیفلایتک
آیفلایتک (به چینی: 科大讯飞) یک شرکت چینی فعال در حوزه فناوری اطلاعات است که در سال ۱۹۹۹ تاسیس شد. این شرکت نرم‌افزار تشخیص صدا و نیز بیش از ۱۰ خدمت دیگر مبتنی بر صدا را برای محصولات مختلف مربوط به گوشی هوشمند و اینترنت و صنایعی نظیر آموزش، ارتباطات، موسیقی و اسباب‌بازی‌های هوشمند عرضه می‌کند. این شرکت در بازار بورس شنژن حضور دارد.